# Crónica de Irlanda

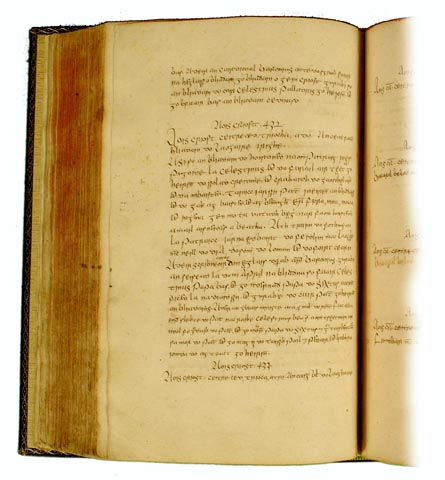
Página de un libro de 350 años de antigüedad: Anales de los Cuatro Maestros, entrada correspondiente al año 432 d. C.

La Crónica de Irlanda es el nombre moderno con el que se conoce a una hipotética colección de anales eclesiásticos que recogen hechos históricos de Irlanda desde el año 432 hasta el 911 d. C.
Existen varios textos que han sobrevivido y que comparten la misma secuencia cronológica y vocabulario, hasta el año 911 desde el que continúan con narraciones separadas. Dichos anales son  los Anales de Inisfallen, Anales de Ulster, Chronicon Scotorum, Anales de Clonmacnoise, Anales de Tigernach, Anales de Roscrea, Anales de Boyle, y los Anales fragmentarios de Irlanda. La "Crónica de Irlanda" representaría una solución de consenso entre los investigadores frente al problema de la sinopsis gaélica. Este problema consiste en que las similitudes en los textos de los Anales indica que son interdependientes y comparten el mismo punto de vista. Es un problema de tradición textual similar al que presentan los Evangelios Sinópticos. 

## Formato
Los acontecimientos están listados en entradas independientes bajo una cabecera anual. Muchas de estas entradas solo disponen de una o dos frases, y algunos años solo contienen una o dos entradas. La incursión vikinga en la Abadía de Iona en el año 806, donde toda la población de la abadía fue masacrada, solo se recoge brevemente: 
"La comunidad de Iona fue asesinada por los gentiles, esto es sesenta y ocho" (refiriéndose al número de muertos).

## Autoría
No existe una evidencia directa de la identidad de los sucesivos autores de la obra, pero los investigadores están seguros de que fue un trabajo de analistas que trabajaban en iglesias y monasterios y que se dirigían intencionadamente a una audiencia eclesiástica. La versión de la Crónica a partir de la que trabajarían los analistas y cronistas posteriores debió ser escrita en diferentes lugares y momentos. La evidencia más antigua situaría a uno de sus autores después del año 563 en Iona, y continuaría hasta el 642. Alrededor del 639, otra crónica de origen incierto se inició en algún lugar y se unió a la crónica que se estaba escribiendo en Iona en la segunda mitad del siglo VII. Luego, siguió ininterrumpidamente hasta alrededor del año 740. Desde 740 a 911, el analista de la Crónica estaba trabajando en las tierras medias irlandesas, probablemente en la provincia de Brega (a veces Breagh) muy posiblemente en el monasterio de Clonard. Algunos investigadores creen que el compendio fue trasladado a Armagh a principios del siglo IX, pero es una teoría todavía muy discutida.
Después del 911, los textos descendientes de la Crónica de dividen en dos ramas; una en Armagh, que se integró en los Anales de Úlster; y un segundo grupo conocido como "grupo de Clonmacnoise" que incluye los Anales de Clonmacnoise, los anales de Tigernach (de forma fragmentaria), el Chronicon Scotorum (que es una versión abreviada de Tigernach), y los Anales de los Cuatro Maestros. La mayoría de escritos que sobrevivieron al contenido original (ahora perdido) proceden de la crónica de Clonmacnoise.

## Contenido
Un gran número de entradas de las crónicas son obituarios. La causa de la muerte es para los analistas de la época un indicador de "calidad espiritual" del fallecido; y sentían la necesidad de indicar si la persona en cuestión iría al paraíso o al infierno.
A partir del año 800, registros sobre numerosas incursiones vikingas (como la anteriormente mencionada) encabezan un buen número de entradas. Otras incluyen observaciones sobre acontecimientos astronómicos, como un eclipse solar que tuvo lugar el 29 de junio de 512. También aparecen en la Crónica otros sucesos ajenos a Irlanda. Durante ciertas partes de los siglos VIII y IX, su cronología referente a ciertos hechos en la Inglaterra anglosajona es mucho más detallada que la de la Crónica Anglosajona.

## Cronología
En la mitad del siglo VII, el esquema cronológico y la mayoría de testimonios relativos a la historia anterior al año 400, se basaban en el sistema de la crónica de Rufino de Aquilea que escribió a principios del siglo V. Este sistema tomaba como referencia el día festivo 1 de enero.